# Церква Пресвятої Трійці (Фульнек)
Церква Пресвятої Трійці (чеськ. Kostel Nejsvětější Trojice) — парафіяльний храм Римо-католицької церкви в місті Фульнек, архітектурна пам'ятка XVIII століття, побудований у стилі бароко та розташований на території північно-східної Моравії (Чехія). Є однією з головних архітектурних домінант міста, розташовується на місці старого парафіяльного храму, що датується XIII століттям.
Зведення нового храму сталося у зв'язку із зростаючим культом місцевого чудотворного образу «Діви Марії-Помічниці». Віруючі вважають, що на цьому образі були виявлені сльози, а також, що завдяки молитвам біля цього образу трапилося декілька зцілень.
Архітектор храму — Ніколаус Талгерр (Nikolaus Thalherr), інтер'єр прикрашений настінними розписами Йозефа Ігнаца Садлера, образами Ігнаца Вікторіна Раба і Фелікса Іво Ляйхера та іншими коштовними образами.

## Історія

### Стара церква
Стара парафіяльна церква, присвячена святим Філіппу і Якову, стояла на місці сьогоднішньої каплиці св. Йосипа, на лівій стороні храмової нави. Невідомо, коли вона була побудована; перше документальне підтвердження відноситься до 26 лютого 1293 року в документі пана Ольдржіха з Ліхтенбурка, нащадка впливового роду Роновців і власника Фульнецької області, згідно з яким він продає бургомістрові Штедроню з Йіловця будівлю міської управи.
У 1389 році Бенеш з Краварж заклав в Фульнеке при церкві монастир августинців-каноніків, а церква почала називатися «церквою Пресвятої Трійці». Мікулаш з Ризмбурка, оломоуцький єпископ вирішив, щоб парафіяльна церква дісталася монастирю і так стала церков капітулною.
У 1416 році в церкві похований Лацек I, перший моравський гетьман, призначений королем Вацлавом IV. 1429 року Фульнек зпалив Ян з Товачова, згоріли церква і монастир. 1559 року пожежа знищила монастир і прилеглу частину міста, в 1657 році церкву спустошили і випалили шведи. 1676 року велика пожежа знову спалила місто і церкву, 1693 церква після пожежі відновлена на кошти монастиря августинців. 1695 року пожежа спалила монастир і околиці. 1672 року папа Климент Х надав настоятелеві монастиря право митри.

### Чудотворний образ Діви Марії-Помічниці

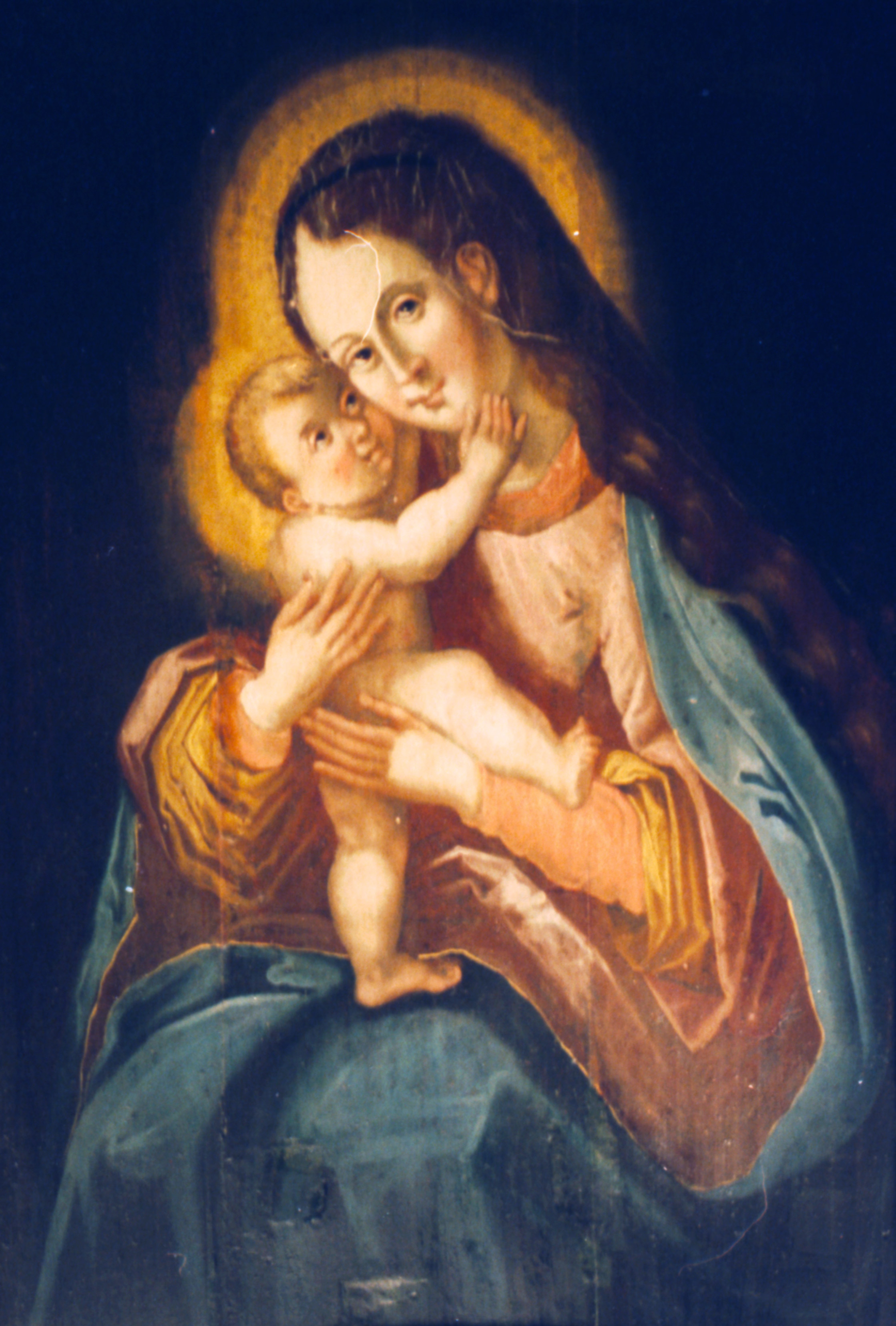
Чудотворний образ Діви Марії Фульнецької

На почесному місці фульнецької парафіяльної церкви, над дарохранителькою головного вівтаря, знаходиться чудотворний образ Діви Марії-Помічниці, відомий також як Діва Марія Фульнецька. Колись під ним була дощечка з написом:
|  | Року 1648, 1 жовтня, в заповіднику був безневинно застрілений чесний хлопець Павло Мудрак, 19 років. Після, в році 1649, 3 березня залишив цей світ, отримавши святі таїнства християнсько-католицької церкви, Андрій Мудрак. Йому було 22 роки 5 місяців. Їм на пам'ять замовили засмучені батьки, Георгій і Ганна Мудрак, зробити епітафію. Боже дай всім християнським душам вічний спокій і блаженство. Амінь. Оригінальний текст (нім.) «Im Jahre 1648 den 1. October iſt der ehrbare Junggeſell Paulus Mudrack, 19 Jahre alt, unſchuldigerweiß in dem Hauswald (Thiergarten) erſchoſſen worden. Und dann im Jahre 1649 den 3. März iſt Andreas Mudrack nach erlangten heiligen Sakramenten der chriſtkatholiſchen Kirche, von dieſer Welt geſchieden. Seines Alters 22 Jahre 5 Monath. Denen zur Gedächtniß die betrübten Eltern, als Georg und Anna Mudrack, d. Epitaphium aufrichten laſſen. Gott verleihe allen chriſtgläubigen Seelen die ewige Ruhe und Seligkeit amen. |

Згаданою епітафією був образ Діви Марії-Помічниці, який подружжя Мудрак подарувало в 1678 році парафіяльній церкві. Спочатку він висів в купелі в каплиці св. Йосипа старої парафіяльної церкви. Звідти він був пізніше узятий і повішений між двома храмовими вікнами. І там він не залишався довго, в 1731 році він був знову переміщений, а його місце зайняло зображення тоді недавно беатифікованого Петра Фоурієра. Картину Діви Марії використовували як малий вівтарний образ; так вона не приваблювала до себе особливої уваги аж до 1746 року — тоді 23 грудня вона була знову переміщена, цього разу в клуатр, оскільки кращого місця не знайшлося; після декількох тижнів образ там навіть розвалився на три шматки. Тоді нарешті про нього поклопотався преподобний Якоб Ербсманн, старець тутешнього монастиря, замовив її лагодження і повісив на монастирську стіну за церквою. Поступово біля неї почали майже щодня збиратися побожні християни; вони уквітчували образ і почитали Богородицю молитвами і співом. Пошана постійно зростала, ті, що багато приходили знаходили втіху і допомогу.
В суботу, перед торжеством Пресвятої Трійці, 31 травня 1749 року, біля образу близько п'яти годин пополудні молився лакей Йохан Георг Лосерт. Раптом він відмітив щось біле на правому оці Богородиці. Спочатку він подумав, що образ був забризканий чимось, оскільки тоді добудовувалася нова ризниця в старої церкви. Вже дзвонили до обідні, тому він пішов в храм, але постійно відчував внутрішнє прагнення повернутися на те ж місце. Після закінчення літургії він попрямував знову до образу і, оглянувши його уважно, виявив, що від правого ока Богородиці стікають три сльози, середня аж до голови Ісуса. На лівому оці теж явно було щось вологе. До сьомої години вечора, біля образу вже встигли зібратися і побачити все близько дванадцяти чоловік. Паламар Джозеф Хопп покликав тодішнього декана Джозефа Барвіга, який піднявся до образу і стер сльози хусткою — що вдалося лише після тривалих зусиль. Там же був присутній окрім декана інший священик з монастиря августинців, на ім'я Олександр, з мирян паламар Джозеф Хопп, його сестра Аполлонія, лакей Йохан Георг Лосерт і дванадцять інших віруючих. Декан Барвіг наказав їм тимчасово мовчати про те, що сталося, але скоро вже все місто знало про це, і на тому ж місці того ж вечора зібралася велика частина городян, як знатних, так і простих.
У другій половині дня 2 червня 1749 року біля образу зібралися декан Йосип Барвіг з іншими священиками, будівельник Мікулаш Талхер, Маттеус Хопп, брат паламаря, і Георг Ріхтер, щоб все оглянути і знайти пояснення явищу. Після ретельного дослідження образу і його оточення, оцінки всіх обставин, вони зробили висновок, що сльози на обличчі Діви Марії не могли бути природного походження, і що мова може йти лише про диво, через яке з'явилася Богородиця.
Через деякий час кількість богослужінь біля образу збільшилася, почали приходити більше паломників, причому не лише парафіян і жителів сусідніх сіл, але і з далеких околиць. Багато хто підтверджував, що після молитов біля образу Фульнекської Богоматері були задоволені їх прохання в духовних і тілесних потребах. Богослужіння і співи зазвичай продовжувалися аж до ночі.
В день свята Відвідин Дівою Марією св. Єлизавети, 2 липня, біля образу відбувалася перша урочиста літанія з музикою; відтоді там всі свята св. Марії проводилися з музикою, хористи щодня співали і проводили літанії. У свято Богородиці гори Кармел біля образу відслужили першу святу месу. У зв'язку з цим образ прикрасили красивою рамою і біля нього прикріпили лампаду, яка згодом безперервно горіла. Перед святом Різдва Пресвятої Богородиці довкола образу була побудована мала дерев'яна каплиця, щоб у людей виконуючих богослужіння був дах. Багато громадян пропонували зібрати гроші і побудувати цегельну каплицю.
Вже 10 грудня почалася робота з розкопок скелястого укосу, який заважав будівництву. Допомогу надали фульнецький магістрат і громадяни міста. 12 січня 1750 року образ Діви Марії Помічниці з великими почестями був перенесений до каплиці св. Ганни, де був поставлений на вівтар і закритий склом. Протягом цього переміщення Богородиця на образі за свідками впустила багато сліз.
Всі події, що відбувалися з образом і довкола нього, ретельно записував тодішній паламар Йозеф Хопп. Його записи продовжуються аж до 20 січня 1753 року і до того часу описують 106 випадків, коли люди з різних сіл повідомили, що їм Діва Марія після молитви біля фульнецького образу випросила Господню допомогу в різних потребах.
Коли вже після великих зусиль вдалося звільнити місце для будівництва, план був змінений, і було вирішено будувати не каплицю, а відразу велику нову церкву.

### Нинішня парафіяльна церква

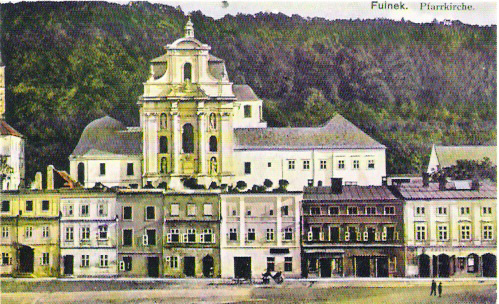
Парафіяльна церква з південного боку площі в кінці XIX століття

Для відриву укосу щодня приходило багато людей, разом з працівниками, найнятими за гроші, їх було близько 50-60 чоловік. 25 квітня 1750 року робота вже настільки просунулася, що було досить місця для закладання фундаменту, його перший камінь був закладений 5 травня і на день пізніше почали працювати каменярі. Заставний камінь церкви був урочисто закладений 19 жовтня 1750 року на тому місці, де раніше знаходився образ Діви Марії. Для урочистого акту були виготовлені позолочена кельма і молот. Перший удар зробив декан, його приклад наслідувало інше духівництво, магістрат і інші знатні громадяни. Нарешті, по каменю змогли ударити і прості люди; це міг зробити кожен, хто хотів, по одному удару. Камінь можна бачити під церковною кафедрою, до сих пір на ньому помітний напис «1750». Згідно з парафіяльною хронікою в 1760 році будівництво було завершене і почалося фарбування.
У середу, 22 жовтня 1760 року костел освятив оломоуцький єпископ-помічник (суфраган) Йоган граф фон Шерфенберг.
Нинішній храм побудований на місці старого костелу св. Філіппа і Якоба біля монастиря августинців, який у 1784 році закрили в рамках реформ імператора Йосифа II, останній настоятель став парафіяльним священником і в будівлі конвенту утворений міський будинок парафіяльного священика. Автором проєкту був архітектор Ніколаус Талгерр (Nikolaus Thalherr), що оселився у Фульнеке, якому також приписують храми в містах Будішов-над-Будішовкоу і Штернберк.
У 1900—1903 роках пройшла спільна реставрація церкви, в 1905—1908 роках ремонт клуатра, у 1919 році в храмі проведено електричне освітлення і в 1950—1983 роках поступово проведений спільний ремонт костелу та будинку парафіяльного священника.

## Опис

### Парафіяльна церква Пресвятої Трійці

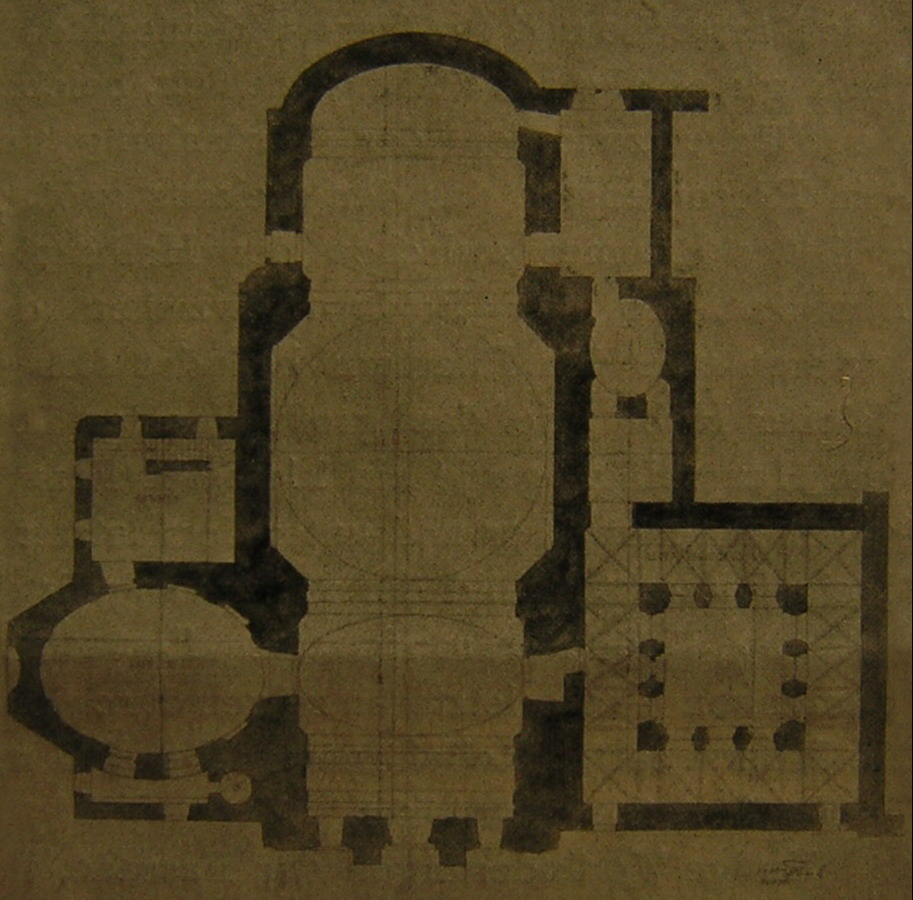
Горизонтальна проєкція церкви

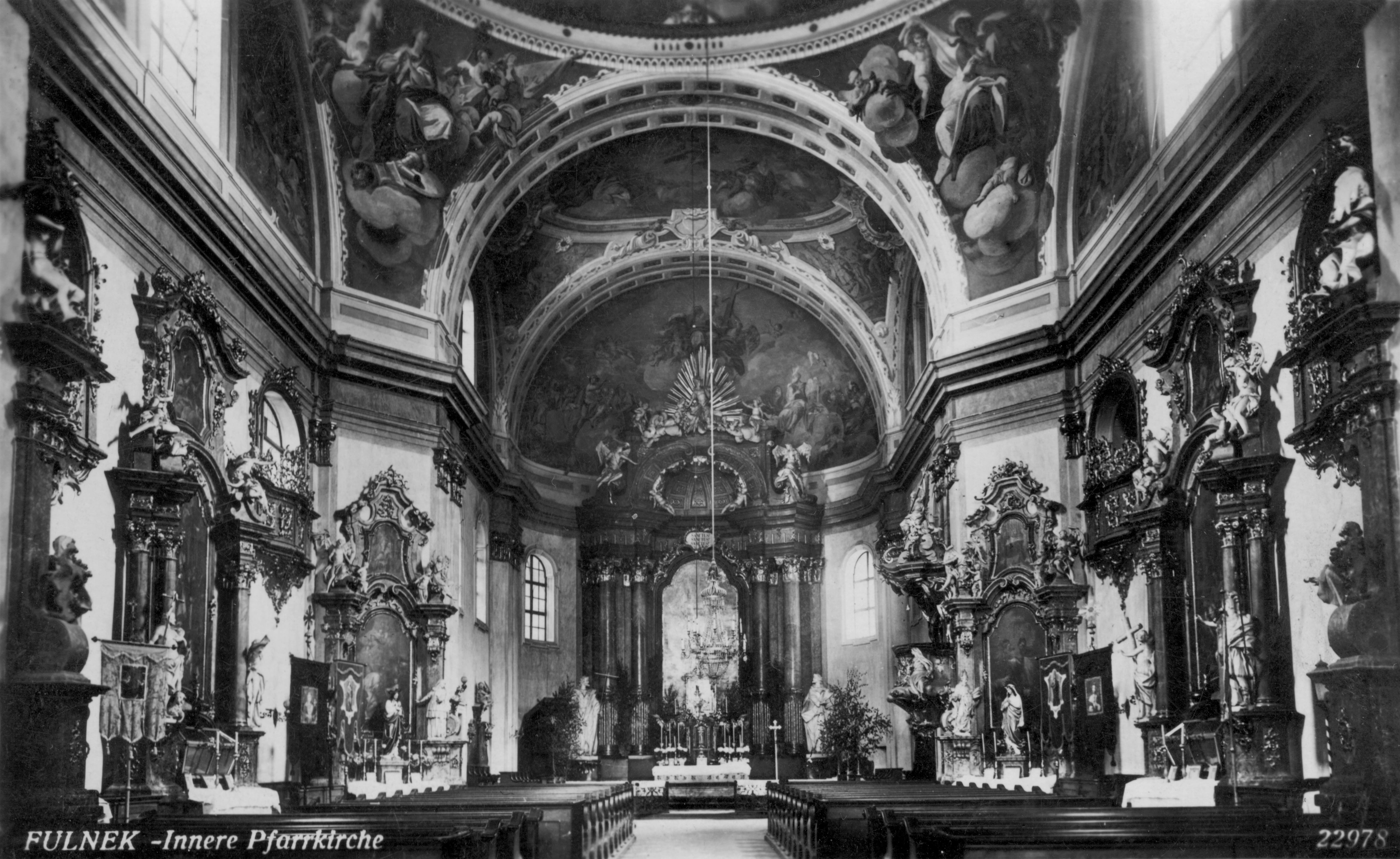
Інтер'єр костелу на початку ХХ століття

Церква однонавна, на західній стороні сполучена з готичним клуатром, який став частиною нижнього поверху будинку парафіяльного священика. Глибинна вісь нави північ-південь спрямована перпендикулярно до Замкового верху, ширинна вісь паралельна уявній південній стороні майдану. Головний вівтар направлений на північ з помірним нахилом на захід. На східній стороні була побудована овальна каплиця св. Йосипа. Над північною стороною височиють могутні цегельні хори.

#### Інтер'єр
У розділенні інтер'єру прослідковується задум складання простору. Одиночні елементи склепіння розділяються виразними подвоєними смугами і оточені стінами пілястр, що несуть ділянки антаблемента, на яких спираються смуги. Під куполом розташований по колу крізний антаблемент, під яким знаходяться ораторії з виступаючими парапетами.
Церква і каплиця виконані у стилі бароко. Унікальні настінні розписи з багатою символікою, закінчені в 1760 році, з тематики пов'язані з освяченням церкви, створив оломоуцкий живописець Йозеф Ігнац Садлер. В напівкуполі над головним вівтарем зображено «Торжество віри», інші розписи показують сцени, пов'язані з торжеством трьох Божих осіб — у передній частині «Переможний Христос, що воскрес, якому поклоняються натовпи святих», в середній «Творцовська справа Бога-Отця» (у куполі «Створення янголів») і в задній пятидесятнична сцена «Сходження Святого Духу». Пандативи в середній частині змальовують іносказання чотирьох частин світу. Головний вівтар є твором кромержзького скульптора Франца Андреаса Гірнлє; у обробці останнього він співробітничав з скульптором Вацлавом Бьомом.
Більшість картин в церкві виконав Ігнат Вікторин Раб, але розпис головного вівтаря — робота Фелікса Іво Ляйхера. Святий Августин на ньому тримає перо, що залишає за собою вогненний слід, що символізує натхнення Святим Духом. Двері дарохранительки прикрашені зображеннями пелікана, що годує голодних дитинчат власним м'ясом, — притча Христа, що насищає людей через святі дари своїм тілом.
На обох сторонах храмової нави знаходиться по три бічні вівтарі. На правій, апостольській стороні передній присвячений святому Валентину, середній Діві Марії Скорботній і задній святій Варварі. На лівій, євангельській стороні передній святому Августину, середній святому Убальдо і задній Стражданням Христа. Частинами середніх вівтарів є скляні труни з мощами святих, справа св. Валентина і зліва св. Віталіса. 2006 року в церкву з польського Кракова були урочисто перенесені мощі святої Фаустини Ковальської, і до них помістили образ Божого Милосердя.
На правій стороні храмової нави знаходиться також церковна кафедра. Головним мотивом її обробки є склад трьох целомудрій, зображений в подібності трьох жіночих осіб: зліва внизу з якорем — надія, посередині над кафедрою з хрестом — віра і справа внизу з чашею — любов.

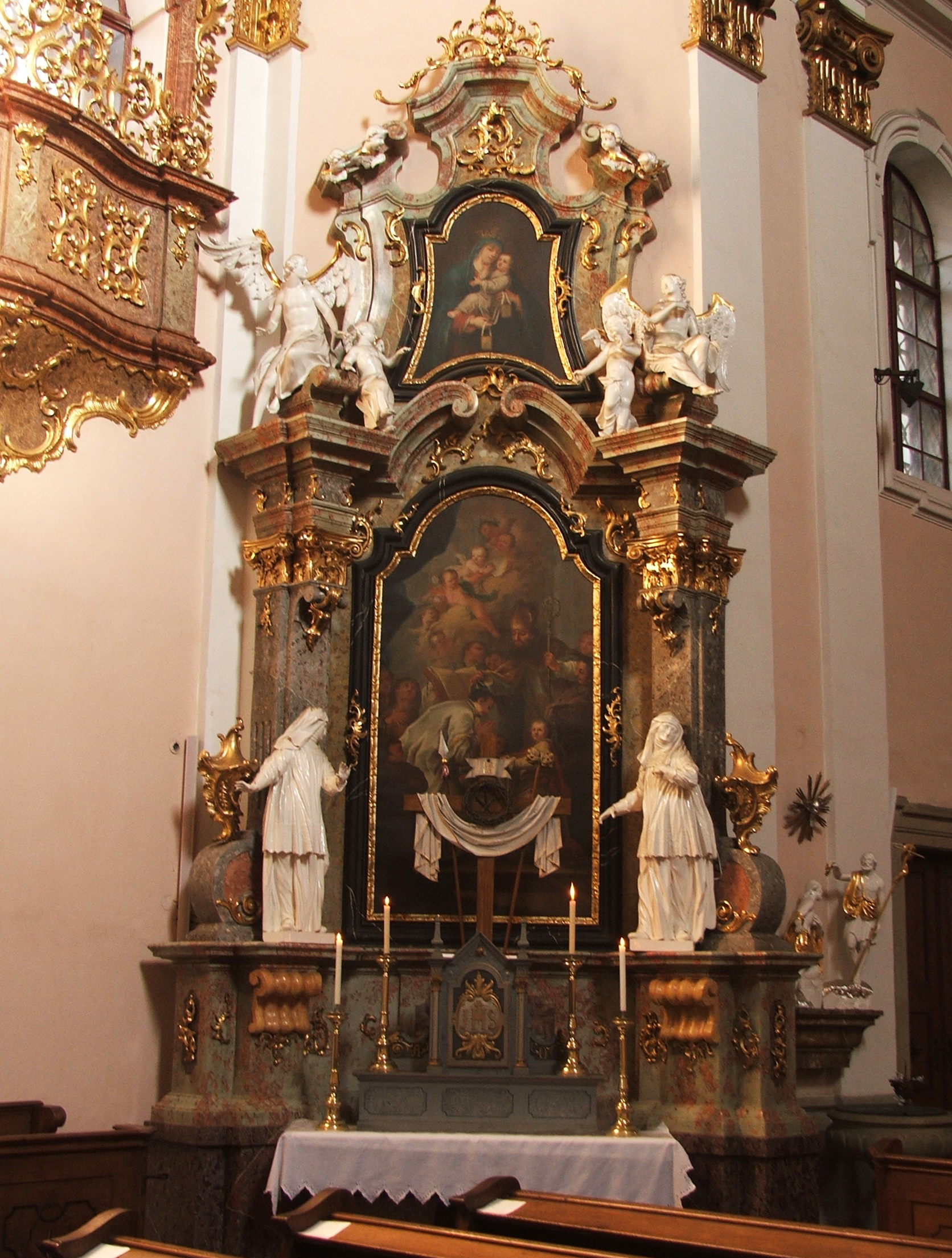
Вівтар св. Августина
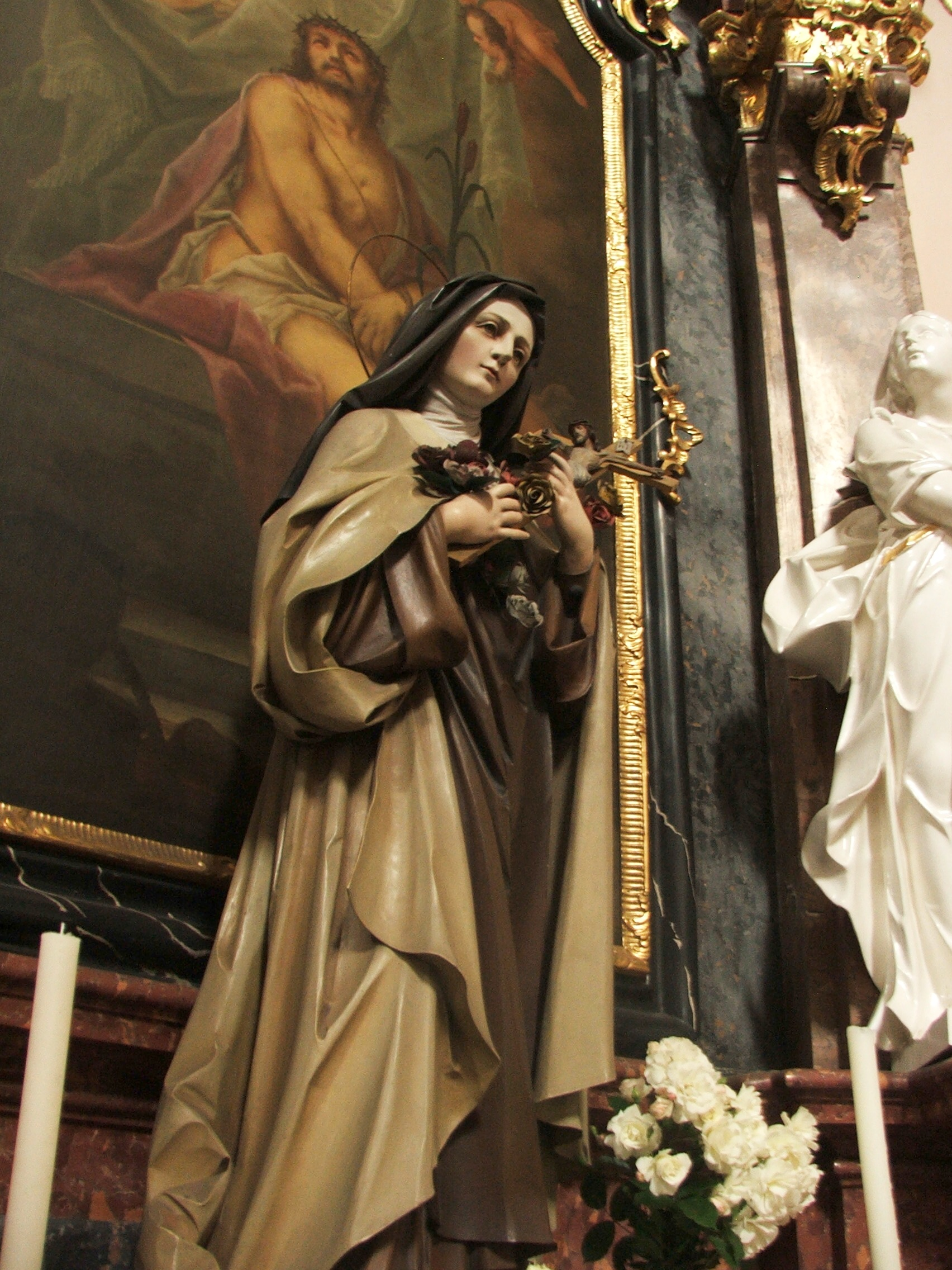
Деталь вівтаря Бичування Христа
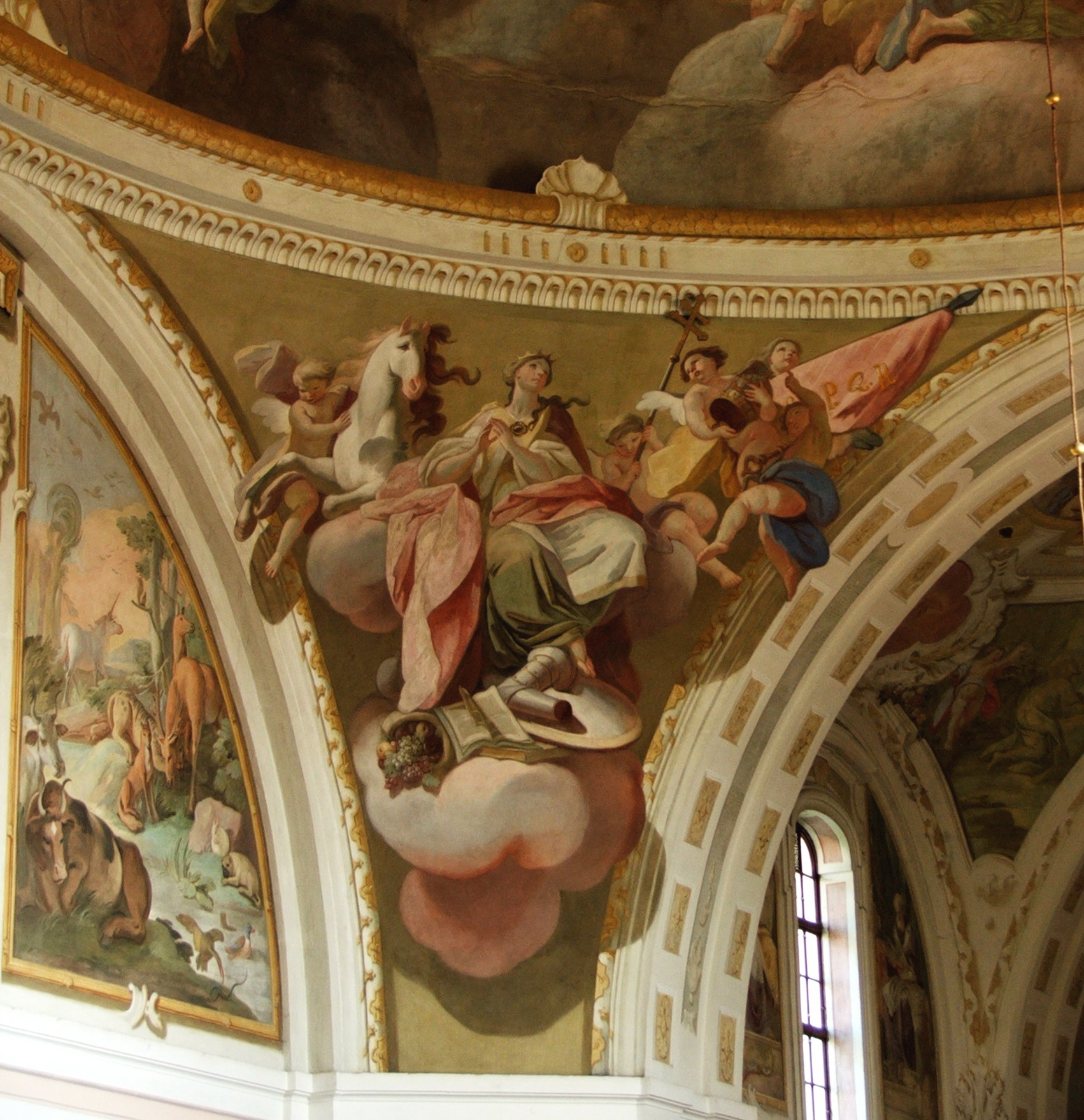
Фреска з іносказанням Європа
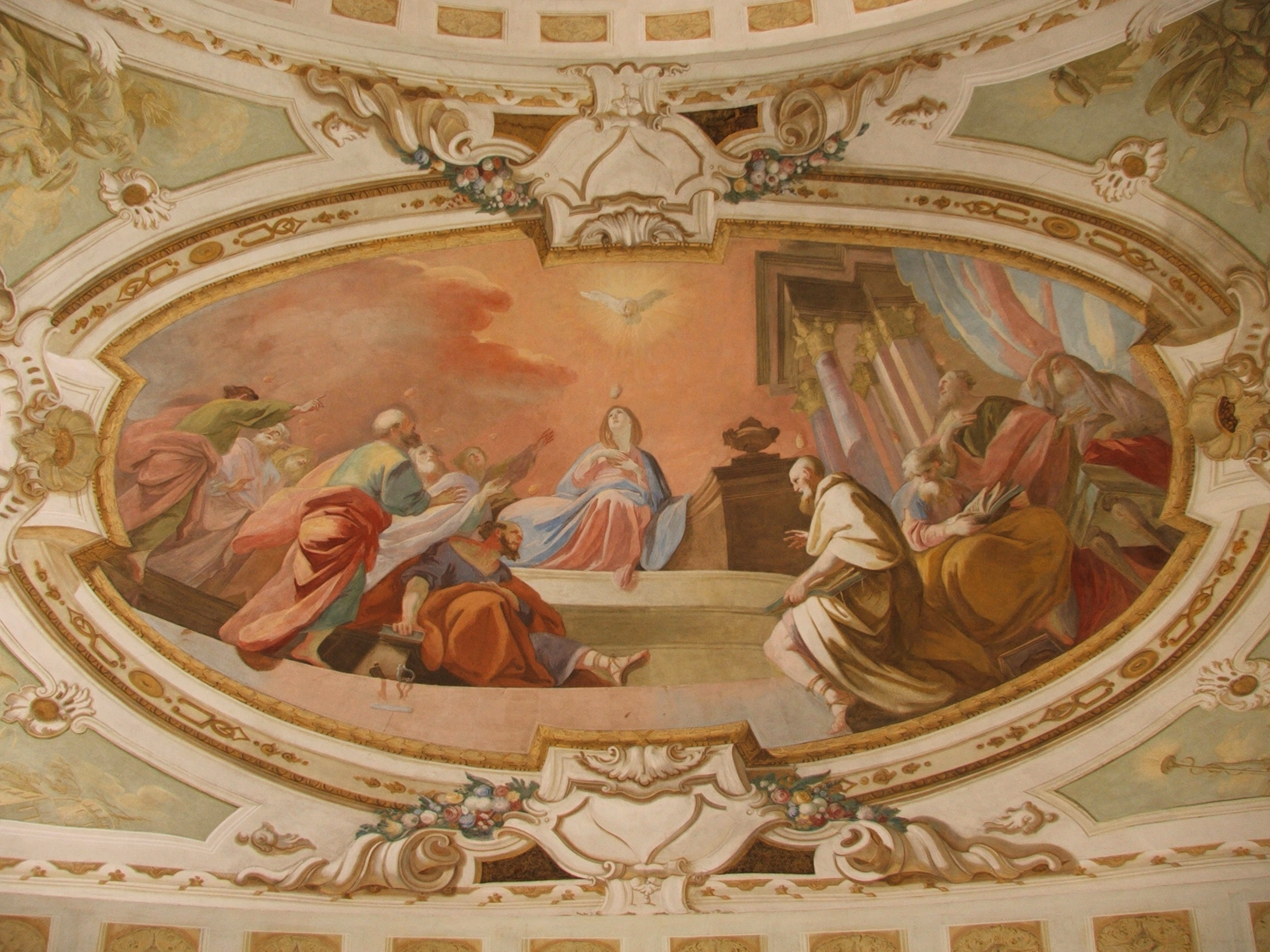
Фреска зі сценою Сходження Святого Духу

#### Орган
Перший орган парафіяльної церкви був побудований органним майстром Йоханом Георгієм Шварцем з Лібаве і освячений в 1766 році. У нього були два мануали і 18 регістрів. Через значне зношення дерев'яних частин і червоточини в ХХ столітті орган був відремонтований і збільшений національним підприємством «Завод органів» з Крнова за проєктом інженера Оти Веверки (Ing. Ota Veverka). Відремонтований трьохмануальний 33-регістровий інструмент був освячений 10 грудня 1955 року по схваленню від проф. Густава Півоньки з Оломоуца.

#### Клуатр
Клуатр старого монастиря августинців, побудований, ймовірно, в 1430-х роках біля західного фасаду тодішньої церкви, є однією із значних готичних пам'яток архітектури в місті. В ньому підноситься ребристе хрестове зведення з високоякісними рельєфними деталями. Під виходами ребер і в болтах ребристого зведення знаходяться герби творців монастиря — заломлена стріла панів з Краварж і зірки панів з Штернберка і Лукова. Приміщення освітлюється одинадцятьма ланцетоподібними вікнами, що виходять на незвично маленький двір. Від вітражних троянд у формі вогню зберігся тільки фрагмент у верхній частині середнього західного вікна. Клуатр раніше сполучав церкву з житловими спорудами монастиря, до нави виходить ламаним порталом.

#### Каплиця св. Йосипа
Каплиця св. Йосипа, простір, що має власну архітектурну композицію, в горизонтальній проєкції знаходиться приблизно на місці вівтаря колишньої готичної церкви. Інтер'єр поділений пілястрами з ділянками антаблемента, на який усаджується виразно модельований карниз, що підтримує зведення куполу. Під карнизом — ораторії з опуклими рельєфними парапетами, над входом нави знаходиться масивна емпора. У зведенні каплиці можна побачити розпис «Дванадцятирічний Ісус в Храмі», доповнений по колу сценами з життя святого сімейства. З навою інтер'єр каплиці сполучає висока аркада.

#### Зовнішній вигляд будівлі

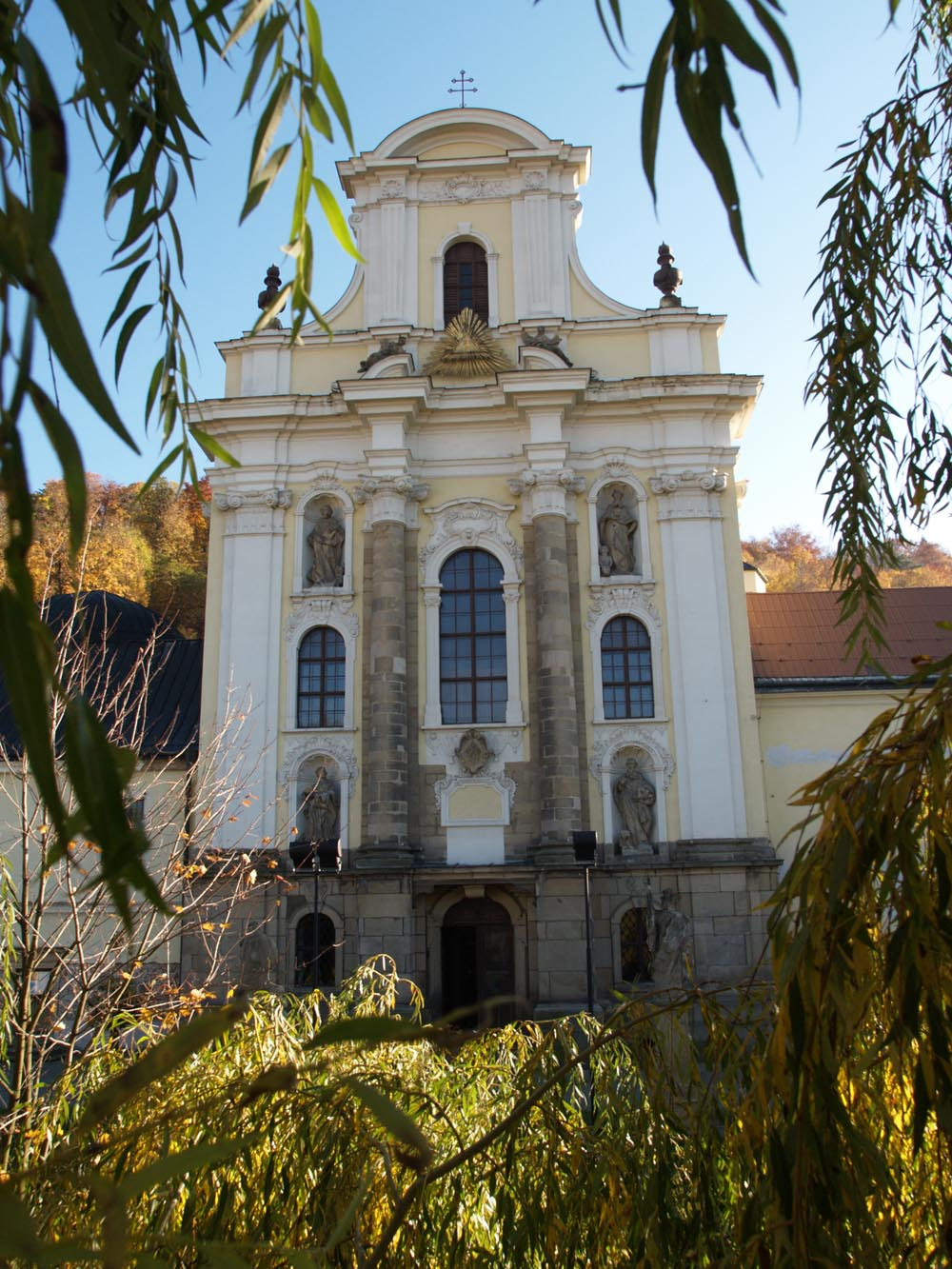
Костел, вигляд з півночі

Внутрішній побудові простору відповідає також поділ зовнішнього вигляду костелу — бічні фасади гладкі, кути між окремими стінами закруглені, на межах вкладено чотири стовпи; всю будівлю опоясує коронний антаблемент. Із стін церкви виступають прибудови каплиці і ризниць. Фасад утворює монументальну кулісу, що нагадує архітектуру вищого бароко. У нішах фасаду є фігури чотирьох євангелістів (скульптор — Ян Шуберт). У нави двосхилий дах, над центральним простором з куполом дах мансардний з маківкою, каплицю покриває низький купол. Фронтон церкви був в роках 1901—1903 виготовлений за проєктом архітектора проф. Фердинанда Граха.
На східній стороні церкви розташований пізньоготичний або ранньоренесансний надгробний камінь Іржі з Жеротина, який датують 1507 роком. Ідеалізоване зображення представляє померлого як лицаря, що стоїть на левові, символі моці та сили. Сусіднє надгробне каміння належить родині Балтазара Швайніца з Пілмсдорфа.
Від площі до костелу ведуть барокові сходи початку XVIII століття з класичною брамою, прикрашеною скульптурами.

### Будинок парафіяльного священика
Будинок парафіяльного священика (до 1784 року монастир августинців каноніків), прилягає до західної стіни церкви Пресвятої Трійці. Це двоповерхова будівля, чия основа — західна житлова частина першого поверху сьогоднішнього будинку — відноситься до першої половини XV століття, але піддалася серйозній перебудові в XVII столітті, коли були побудовані приміщення другого поверху; подальші зміни слідували після розформування монастиря наприкінці XVIII і пізніше також в XIX столітті. Фасад невиразно роздільний, будинок опоясує коронний карниз. Біля шести вікон другого поверху ренесансні кам'яні профільовані укоси і помітні надвіконні карнизи. Кімнати знаходяться по сторонах порівняно широких коридорів, над якими споруджуються плоскі і бочкоподібні зведення; у кімнатах переважно плоскі стелі. На північній стороні будинку знаходиться ампірна кімната з живописними і ліпними прикрасами початку XIX століття. Біля неї розташовано приміщення парафіяльної канцелярії з пізньоренесансними ліпними прикрасами і обробкою епохи ампіру.